# Jakow Iwanowitsch Lobanow-Rostowski

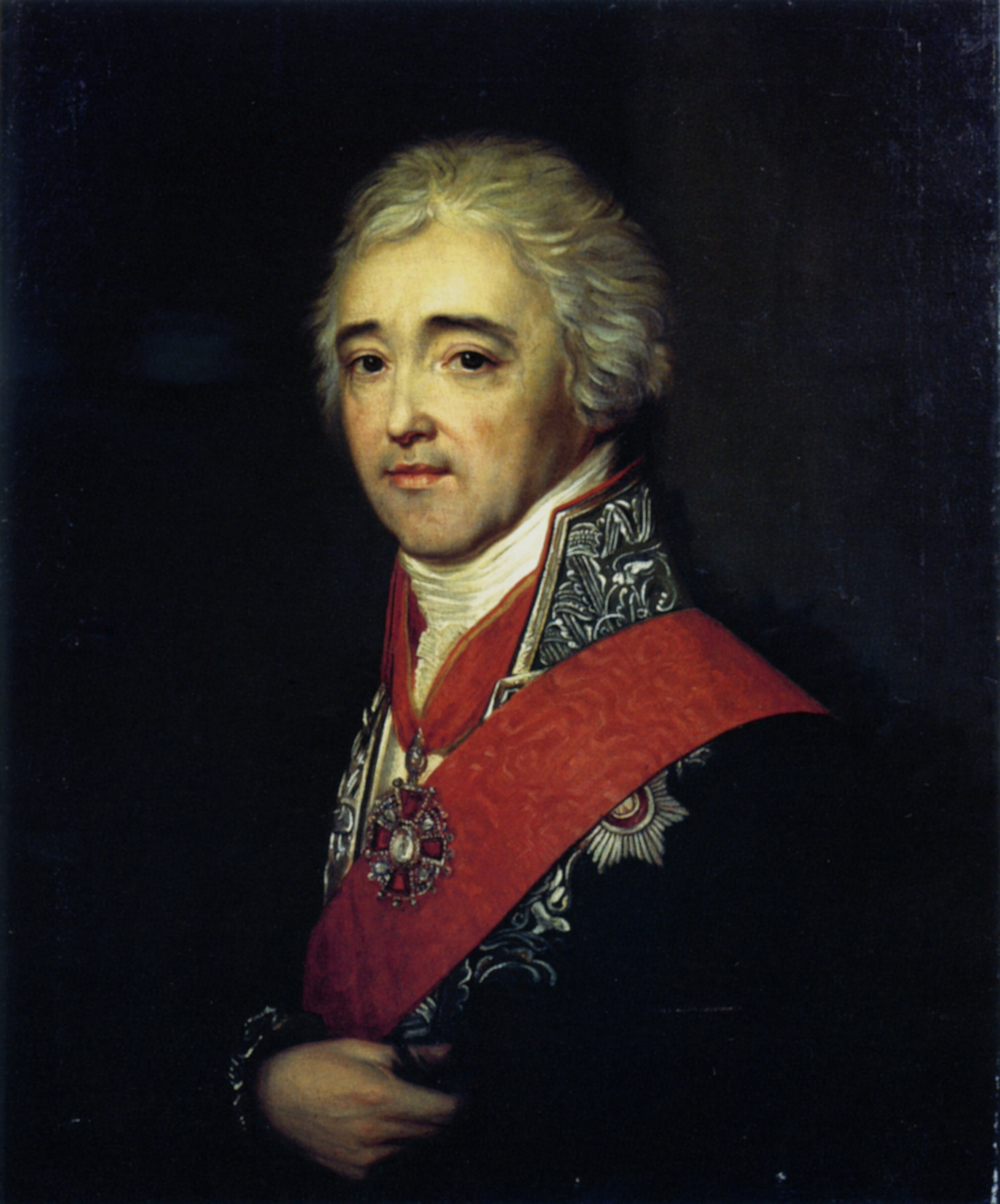
Jakow Iwanowitsch Lobanow‑Rostowski

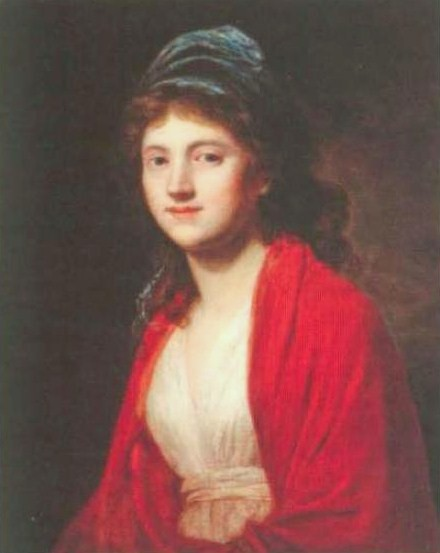
Alexandra Nikolajewna Lobanow‑Rostowska

Fürst Jakow Iwanowitsch Lobanow‑Rostowski (russisch Яков Иванович Лобанов-Ростовский) (* 25. März 1760 in Moskau; † 30. Januar 1831 in Sankt Petersburg) war ein russischer Politiker, Geheimrat und Generalgouverneur.

## Leben
Er stammte aus dem alten russischen Hochadelsgeschlecht Lobanow-Rostowski, einer Seitenlinie der Rurikiden, die ihren Namen von der Stadt Rostow erhielt. Seine Eltern waren Fürst Iwan Iwanowitsch Lobanow‑Rostowski (1731–1791) und Jekaterina Alexandrowna geb. Kurakina (1735–1802). Jakow Iwanowitsch Lobanow‑Rostowski begann zunächst eine berufliche Laufbahn im Militär. 1781 wurde er zum Hauptmann befördert. 1784 diente er als Kammerherr. 1794 fungierte er als Chefankläger der 5. Abteilung des Senates. Zar Alexander I. ernannte ihn darauf zum Mitglied des Moskauer Kuratoriums. 1808 erhielt er das Amt des Generalgouverneurs von Kleinrussland und 1810 die Würde eines Geheimrates. Lobanow‑Rostowski war eine Zeit lang mit der Beschaffung der Lebensmittel für die moldauische Armee betraut und zuletzt 1827 Mitglied des russischen Staatsrates. Er starb 1831 im Alter von 70 Jahren in Sankt Petersburg. 

## Familie
Jakow Iwanowitsch Lobanow‑Rostowski war mit Alexandra Nikolajewna geborene Saltykowa (1764–1829) verheiratet. Aus der Ehe gingen sieben Kinder hervor. Seine Tochter war die Hofdame Marija Jakowlewna Naryschkina (1789–1854) und sein Sohn der russische Offizier Alexei Jakowlewitsch Lobanow-Rostowki (1795–1848).   

## Auszeichnungen
- Russischer Orden des Heiligen Wladimir
- Russischer Alexander-Newski-Orden
- Russischer Orden der Heiligen Anna